# Waterpolo als Jocs Olímpics d'estiu de 1992
El waterpolo va ser disciplina olímpica als Jocs Olímpics d'Estiu de 1992 per vint-i-unena edició consecutiva. És a dir, ha estat en totes les cites excepte en Atenes 1896. Cal recordar que és una disciplina dins dels esports aquàtics, els quals sí que han estat esport olímpic en totes les edicions. La competició es disputà entre l'1 i el 9 d'agost de 1992 a les piscines de Montjuïc (tan sols la primera fase) i Bernat Picornell.

## Resultats
Front la gran absència de Iugoslàvia, l'equip italià va proclamar-se campió olímpic per tercer cop en guanyar en la final a l'equip local. Aquell partit és un dels més llargs i emocionants de la història del waterpolo. El preparador Ratko Rudić va guanyar la seva medalla d'or consecutiva mentre que Manel Estiarte va acabar com a màxim anotador per quarts Jocs. Per a tots dos equips el torneig va representar un important punt d'inflexió, encara que ben diferent. Si els transalpins van anar allunyant-se progressivament de l'elit d'aquest esport, tot el contrari va passar amb la selecció espanyola, que tot just començava una dècada d'èxits en el waterpolo.

## Resum de medalles
| Competició | Or           | Plata         | Bronze               |
| Homes      | Itàlia (ITA) | Espanya (ESP) | Equip Unificat (EUN) |

| Posició | CON            | Membres | Entrenador                        |
| ------- | -------------- | --- | --------------------------------- |
| Or      | Itàlia         | 1-Francesco Attolico, 2-Marco D'Altrui, 3-Alessandro Bovo, 4-Giuseppe Porzio, 5-Alessandro Campagna, 6-Paolo Caldarella, 7-Mario Fiorillo, 8-Francesco Porzio, 9-Amedeo Pomilio, 10-Ferdinando Gandolfi, 11-Massimiliano Ferretti, 12-Carlo Silipo, 13-Gianni Averaimo | Ratko Rudić Giuseppe Castellucci  |
| Plata   | Espanya        | 1-Jesús Rollán, 2-Sergi Pedrerol, 3-Marco Antonio González, 4-Rubén Michavila, 5-Manel Estiarte, 6-Daniel Ballart, 7-Josep Picó, 8-Ricardo Sánchez, 9-Jordi Sans, 10-Salvador Gómez, 11-Miquel Àngel Oca, 12-Manuel Silvestre, 13-Pedro García                         | Dragan Matutinović Rafael Aguilar |
| Bronze  | Equip Unificat | 1-Evgeni Xaronov, 2-Alexandr Ogorodnikov, 3-Alexei Vdovin, 4-Nikolai Kozlov, 5-Sergei Naumov, 6-Andrei Belofastov, 7-Alexandr Kolotov, 8-Dmitri Apanassenko, 9-Dmitri Gorxkov, 10-Sergei Markotx, 11-Andrei Kovalenko, 12-Vladimir Karabutov, 13-Alexandr TXiguir      | Boris Popov Alexandr Kabanov      |

## Medaller
| Pos. | Comitè Olímpic       | Or | Plata | Bronze | Total |
| 1    | Itàlia (ITA)         | 1  | 0     | 0      | 1     |
| 2    | Espanya (ESP)        | 0  | 1     | 0      | 1     |
| 3    | Equip Unificat (EUN) | 0  | 0     | 1      | 1     |

## Competició
El sistema de competició es va mantindre inalterat respecte a Seül. Dos grups de sis equips, on els dos primers lluitarien a eliminatòries directes pel títol i la resta formarien dos grups de quatre per jugar els partits de consolació.
Els grans canvis es van produir, com en la resta de competicions per equips, en les. Al waterpolo internacional de finals dels anys 80 hi havia un dominador inqüestionable: l'antiga Iugoslàvia, actual campiona mundial, olímpica i europea. La seva absència condemnava el torneig a perdre cert nivell, sobretot el grup A, on la va substituir la dèbil Txecoslovàquia.
Davant aquesta situació, la gran favorita era Espanya. Els amfitrions havien millorant sensiblement les actuacions des de l'arribada de Dragan Matutinović per a deixar de ser un conjunt que dominava les competicions júnior i es desunflava en les absolutes. Recentment havia assolit el bronze a la Copa del Món i l'argent al Campionat Mundial de Natació i a l'Europeu el 1991. En un segon grup estaven els Estats Units (campiona del món), Hongria i l'Equip Unificat, sempre que aconseguís mantindre l'herència de l'URSS.
Un cop comença la competició es van veure dos grups ben diferents. El A era molt més fluix i els Estats Units i l'Equip Unificat no van tindre problemes per allunyar-se de la resta. Això sí, la sorpresa va vindre en classificar-se els exsoviètics en primer lloc. Al grup B la igualtat va dur als a priori favorits d'Hongria a deixar-se punts contra els rivals més fluixos. Espanya va sofrir contra rivals dèbils, però superà clarament els magiars. Tot plegat ho aprofità Itàlia per a deixar la seva classificació sentenciada després d'empatar a 9 el partit contra els amfitrions un partit que cap dels dos mostrà molt d'interés per guanyar.
A les semifinals, la selecció espanyola va superar sense problemes els nord-americans, mentre que els italians donaren la sorpresa front a l'Equip Unificat. Un cop els eslaus s'endugeren el bronze al darrer enfrontament de la Guerra Freda esportiva, es disputà la final a les Piscines Bernat Picornell. Els de Matutinović eren encara més favorits llavors, després de quedar eliminitats els rivals més dèbils i mostrar un joc superior. Però tot va ser diferent al darrer partit.
La final de waterpolo de Barcelona 1992 és un dels partits mítics d'aquest esport. Els jugadors del serbi Rudić practicaren un joc físic i agressiu al qual no s'adaptaren els espanyols. El resultat a la fi dels dos primers quarts era de 4-2 favorable als italians, arribant posteriorment inclús als tres gols de diferència. Però els locals varen alçar sorprenentment el partit i, a falta de menys d'un minut per a la fi, empataren a 7. Amb els italians derrotats psicològicament, el domini fou ara dels del croat Matutinović, encara que tan sols feren un gol. En l'últim sospir, Massimiliano Ferretti, el millor de la final, anotava l'empat. La tensió va eixir de la piscina i ambdues banquetes arribaren als punys al final d'aquesta primera pròrroga. La segona acabà sense gols, però no la tercera. Massimiliano Ferretti fou l'autor del gol decisiu, encara que el partit acabà amb un tir al pal italià. L'èxit transalpí, el primer des de feia quinze anys, era just segons el partit, però si tenim en compte el campionat. La medalla, malgrat ser la primera del waterpolo olímpic espanyol, deixà decebuts els jugadors, encara que el pas de Matutinović (amb 4 medalles en només dos anys) inicià una època daurada.

### Grup A
| Equip          | Pts | PJ | PG | PE | PP | GF | GC | DG  |
| -------------- | --- | -- | -- | -- | -- | -- | -- | --- |
| Equip Unificat | 10  | 5  | 5  | 0  | 0  | 50 | 32 | +18 |
| Estats Units   | 8   | 5  | 4  | 0  | 1  | 40 | 24 | +16 |
| Austràlia      | 5   | 5  | 2  | 1  | 2  | 44 | 41 | +3  |
| Alemanya       | 4   | 5  | 1  | 2  | 3  | 38 | 41 | -3  |
| França         | 3   | 5  | 1  | 1  | 3  | 38 | 42 | -4  |
| Txecoslovàquia | 0   | 5  | 0  | 0  | 5  | 33 | 63 | -30 |

| 1 d'agost de 1992 9:30 |      |                |                              |
| Equip Unificat         | 10-6 | Txecoslovàquia | Bernat Picornell (Barcelona) |

| 1 d'agost de 1992 10:45 |     |              |                              |
| Austràlia               | 4-8 | Estats Units | Bernat Picornell (Barcelona) |

| 1 d'agost de 1992 18:30 |     |        |                      |
| Alemanya                | 7-7 | França | Montjuïc (Barcelona) |

| 2 d'agost de 1992 9:30 |     |              |                              |
| Txecoslovàquia         | 3-9 | Estats Units | Bernat Picornell (Barcelona) |

| 2 d'agost de 1992 12:00 |     |           |                              |
| França                  | 5-9 | Austràlia | Bernat Picornell (Barcelona) |

| 2 d'agost de 1992 19:45 |      |          |                      |
| Equip Unificat          | 11-7 | Alemanya | Montjuïc (Barcelona) |

| 3 d'agost de 1992 9:30 |      |        |                              |
| Estats Units           | 11-7 | França | Bernat Picornell (Barcelona) |

| 3 d'agost de 1992 12:00 |      |                |                              |
| Alemanya                | 15-9 | Txecoslovàquia | Bernat Picornell (Barcelona) |

| 3 d'agost de 1992 19:45 |      |                |                      |
| Austràlia               | 9-12 | Equip Unificat | Montjuïc (Barcelona) |

| 5 d'agost de 1992 9:30 |      |        |                      |
| Txecoslovàquia         | 6-14 | França | Montjuïc (Barcelona) |

| 5 d'agost de 1992 12:00 |     |              |                      |
| Equip Unificat          | 8-5 | Estats Units | Montjuïc (Barcelona) |

| 5 d'agost de 1992 17:30 |     |           |                      |
| Alemanya                | 7-7 | Austràlia | Montjuïc (Barcelona) |

| 6 d'agost de 1992 9:30 |      |                |                      |
| Austràlia              | 15-9 | Txecoslovàquia | Montjuïc (Barcelona) |

| 6 d'agost de 1992 14:30 |     |          |                      |
| Estats Units            | 7-2 | Alemanya | Montjuïc (Barcelona) |

| 6 d'agost de 1992 18:45 |     |        |                      |
| Equip Unificat          | 9-5 | França | Montjuïc (Barcelona) |

### Grup B
| Equip         | Pts | PJ | PG | PE | PP | GF | GC | DG  |
| ------------- | --- | -- | -- | -- | -- | -- | -- | --- |
| Espanya       | 9   | 5  | 4  | 1  | 0  | 52 | 36 | +16 |
| Itàlia        | 8   | 5  | 3  | 2  | 0  | 41 | 34 | +7  |
| Hongria       | 6   | 5  | 2  | 2  | 1  | 49 | 46 | +3  |
| Cuba          | 4   | 5  | 2  | 0  | 3  | 50 | 53 | -3  |
| Països Baixos | 2   | 5  | 0  | 2  | 3  | 36 | 46 | -10 |
| Grècia        | 0   | 5  | 0  | 1  | 4  | 32 | 45 | -13 |

| 1 d'agost de 1992 12:00 |     |        |                              |
| Hongria                 | 7-7 | Itàlia | Bernat Picornell (Barcelona) |

| 1 d'agost de 1992 19:45 |      |      |                      |
| Grècia                  | 9-10 | Cuba | Montjuïc (Barcelona) |

| 1 d'agost de 1992 21:00 |      |               |                      |
| Espanya                 | 12-6 | Països Baixos | Montjuïc (Barcelona) |

| 2 d'agost de 1992 10:45 |     |        |                              |
| Països Baixos           | 4-6 | Itàlia | Bernat Picornell (Barcelona) |

| 2 d'agost de 1992 18:30 |       |         |                      |
| Cuba                    | 11-12 | Hongria | Montjuïc (Barcelona) |

| 2 d'agost de 1992 21:00 |      |        |                      |
| Espanya                 | 11-6 | Grècia | Montjuïc (Barcelona) |

| 3 d'agost de 1992 10:45 |      |      |                              |
| Itàlia                  | 11-8 | Cuba | Bernat Picornell (Barcelona) |

| 3 d'agost de 1992 18:30 |     |               |                      |
| Grècia                  | 4-4 | Països Baixos | Montjuïc (Barcelona) |

| 3 d'agost de 1992 21:00 |     |         |                      |
| Hongria                 | 5-8 | Espanya | Montjuïc (Barcelona) |

| 5 d'agost de 1992 10:45 |      |      |                      |
| Països Baixos           | 9-11 | Cuba | Montjuïc (Barcelona) |

| 5 d'agost de 1992 18:45 |      |         |                      |
| Grècia                  | 7-12 | Hongria | Montjuïc (Barcelona) |

| 5 d'agost de 1992 20:00 |     |        |                      |
| Espanya                 | 9-9 | Itàlia | Montjuïc (Barcelona) |

| 6 d'agost de 1992 10:45 |       |               |                      |
| Hongria                 | 13-13 | Països Baixos | Montjuïc (Barcelona) |

| 6 d'agost de 1992 17:30 |     |        |                      |
| Itàlia                  | 8-6 | Grècia | Montjuïc (Barcelona) |

| 6 d'agost de 1992 20:00 |       |      |                      |
| Espanya                 | 12-10 | Cuba | Montjuïc (Barcelona) |

### Grup C
| Equip     | Pts | PJ | PG | PE | PP | GF | GC | DG |
| --------- | --- | -- | -- | -- | -- | -- | -- | -- |
| Austràlia | 5   | 3  | 2  | 1  | 0  | 23 | 20 | +3 |
| Hongria   | 4   | 3  | 2  | 0  | 1  | 28 | 27 | +1 |
| Alemanya  | 3   | 3  | 1  | 1  | 1  | 24 | 21 | +3 |
| Cuba      | 0   | 3  | 0  | 0  | 3  | 22 | 29 | -7 |

| 8 d'agost de 1992 12:00 |     |      |                              |
| Austràlia               | 7-5 | Cuba | Bernat Picornell (Barcelona) |

| 8 d'agost de 1992 17:30 |     |         |                              |
| Alemanya                | 7-8 | Hongria | Bernat Picornell (Barcelona) |

| 9 d'agost de 1992 11:30 |      |      |                              |
| Alemanya                | 10-6 | Cuba | Bernat Picornell (Barcelona) |

| 9 d'agost de 1992 12:45 |     |         |                              |
| Austràlia               | 9-8 | Hongria | Bernat Picornell (Barcelona) |

### Grup D
| Equip          | Pts | PJ | PG | PE | PP | GF | GC | DG  |
| -------------- | --- | -- | -- | -- | -- | -- | -- | --- |
| Països Baixos  | 5   | 3  | 2  | 1  | 0  | 28 | 20 | +8  |
| Grècia         | 5   | 3  | 2  | 1  | 0  | 24 | 18 | +6  |
| França         | 2   | 3  | 1  | 0  | 2  | 28 | 31 | -3  |
| Txecoslovàquia | 0   | 3  | 0  | 0  | 3  | 22 | 33 | -11 |

| 8 d'agost de 1992 9:30 |      |        |                              |
| França                 | 6-10 | Grècia | Bernat Picornell (Barcelona) |

| 8 d'agost de 1992 10:45 |     |               |                              |
| Txecoslovàquia          | 8-9 | Països Baixos | Bernat Picornell (Barcelona) |

| 9 d'agost de 1992 9:00 |      |        |                              |
| Txecoslovàquia         | 8-10 | Grècia | Bernat Picornell (Barcelona) |

| 9 d'agost de 1992 10:15 |      |               |                              |
| França                  | 8-15 | Països Baixos | Bernat Picornell (Barcelona) |

### Semifinals
| 8 d'agost de 1992 18:45 |     |        |                              |
| Equip Unificat          | 8-9 | Itàlia | Bernat Picornell (Barcelona) |

| 8 d'agost de 1992 20:00 |     |              |                              |
| Espanya                 | 6-4 | Estats Units | Bernat Picornell (Barcelona) |

### Finals

#### Per la medalla d'or
| 9 d'agost de 1992 16:45 |                |        |                              |
| Espanya                 | 8-9 (prórroga) | Itàlia | Bernat Picornell (Barcelona) |

#### Per la medalla de bronze
| 9 d'agost de 1992 15:15 |     |              |                              |
| Equip Unificat          | 8-4 | Estats Units | Bernat Picornell (Barcelona) |

### Classificació final
| Equip | Equip          | Pts | PJ | PG | PE | PP | GF | GC | Dif |
| ----- | -------------- | --- | -- | -- | -- | -- | -- | -- | --- |
| 1     | Itàlia         | 11  | 7  | 4  | 3  | 0  | 59 | 50 | +9  |
| 2     | Espanya        | 12  | 7  | 5  | 2  | 0  | 66 | 49 | +17 |
| 3     | Equip Unificat | 12  | 7  | 6  | 0  | 1  | 66 | 55 | +11 |
| 4     | Estats Units   | 8   | 7  | 4  | 0  | 3  | 48 | 38 | +10 |
| 5     | Austràlia      | 9   | 7  | 4  | 1  | 2  | 60 | 54 | +6  |
| 6     | Hongria        | 8   | 3  | 3  | 2  | 2  | 65 | 62 | +3  |
| 7     | Alemanya       | 6   | 7  | 2  | 2  | 3  | 55 | 55 | 0   |
| 8     | Cuba           | 4   | 7  | 2  | 0  | 5  | 61 | 70 | -9  |
| 9     | Països Baixos  | 6   | 3  | 2  | 2  | 3  | 60 | 62 | -2  |
| 10    | Grècia         | 5   | 7  | 2  | 1  | 4  | 52 | 59 | -7  |
| 11    | França         | 2   | 7  | 1  | 0  | 6  | 52 | 67 | -15 |
| 12    | Txecoslovàquia | 0   | 7  | 0  | 0  | 7  | 49 | 82 | -33 |